# Skip Bayless
Skip Bayless (né John Edward Bayless II ; né le 4 décembre 1951 à Oklahoma City) est un chroniqueur sportif, commentateur et personnalité de la télévision américain. Il est connu pour son travail en tant que commentateur dans l'émission First Take avec Stephen A. Smith à ESPN2, une émission qu'il quitte en juin 2016. Bayless lance son émission Skip and Shannon: Undisputed avec Shannon Sharpe sur Fox Sports 1 en septembre 2016, qu'il dirige pendant huit ans jusqu'à son départ en août 2024,.

## Jeunesse
John Edward Bayless II nait et grandi à Oklahoma City en Oklahoma. Son père, John Sr., commence immédiatement à l'appeler Skip — son père appelle alors également sa mère « Skip », en référence aux « skipper » qui est un poste occupé sur les navires. Le nom reste et Bayless n'est jamais appelé John par ses parents par après, au point qu'il fait changer légalement son nom pour Skip. Ses parents possèdent et exploitent le restaurant Hickory House à Oklahoma City, spécialisé dans le barbecue. Bayless travaille dans un restaurant dans sa jeunesse, mais n'envisage jamais cette discipline comme un cheminement de carrière. Son frère cadet Rick Bayless perpétue cependant la tradition familiale et est devenu chef, restaurateur et personnalité de la télévision. Il a également une sœur cadette.
L’intérêt de Bayless pour le sport commence durant sa jeunesse. Il joue au baseball et au basket-ball. Bayless est le salutatorian de la classe de finissants de Northwest Classen en 1970. Il est membre pendant deux ans de la National Honor Society et président de la section de l'école de la Fellowship of Christian Athletes. À la demande d'un de ses professeurs d'anglais, Bayless devient le principal chroniqueur sportif du journal de l'école pendant ses années junior et senior. Après avoir obtenu son diplôme, il reçoit la bourse Grantland Rice pour fréquenter l'université Vanderbilt. À Vanderbilt, il se spécialise en anglais et en histoire. Il obtient un diplôme avec mention en 1974. Il est membre de la fraternité Phi Kappa Sigma, où il occupe pendant deux ans le poste de « rho » (directeur des sports) du chapitre. Il est également rédacteur sportif de The Hustler, le journal étudiant de l'université, et passe l'été 1969 en stage sous la direction du rédacteur sportif Frank Boggs au Daily Oklahoman.

## Carrière

### Presse papier
Bayless passe directement de Vanderbilt au Miami Herald, où il écrit des articles sportifs pendant un peu plus de deux ans. Il prend ensuite un poste au Los Angeles Times en août 1976. Là, il est connu pour ses enquêtes sur le grogne du vestiaire des Dodgers de Los Angeles envers le « golden boy » Steve Garvey et sa célèbre épouse Cyndy, et sur les décisions en coulisses du propriétaire des Rams, Carroll Rosenbloom, de lancer des quarts différents chaque semaine. Bayless remporte le prix Eclipse du meilleur article de journal en 1977 pour sa couverture de la victoire de Seattle Slew à la Triple Couronne.
À 26 ans, Bayless est embauché par le Dallas Morning News pour rédiger sa principale chronique sportive et, trois ans plus tard, il rejoint le Dallas Times Herald. Ceci attire l'attention du Wall Street Journal, ce qui incite le journal à faire un article sur le développement de cette situation. Bayless est élu journaliste sportif de l'année au Texas par la National Sportscasters and Sportswriters Association à trois reprises (1979, 1984 et 1986).
En 1989, Bayless écrit son premier livre, God's Coach: The Hymns, Hype and Hypocrisy of Tom Landry's Cowboys, sur l'ascension et la chute des Dallas Cowboys de Tom Landry. Après la victoire des Cowboys au Super Bowl en 1993, Bayless écrit The Boys: The Untold Story of the Dallas Cowboys' Season on the Edge, et après la troisième victoire des Cowboys au Super Bowl en quatre saisons, Bayless écrit un troisième livre sur les Cowboys, Hell-Bent: The Crazy Truth About the "Win or Else" Dallas Cowboys . Hell-Bent fait sensation, en partie parce qu'au cours de l'écriture sur le conflit entre l'entraîneur des Cowboys Barry Switzer et le quart-arrière vedette Troy Aikman, Bayless rapporte les spéculations de Switzer et de personnes proches de lui au sein de l'organisation de Dallas selon lesquelles Aikman serait gay.
En 1998, Bayless quitte Dallas après 17 ans et devient le chroniqueur sportif principal du Chicago Tribune . Au cours de sa première année, Bayless remporté le prix Lisagor pour l'excellence de la rédaction d'articles sportifs, décerné par le Chicago Headline Club. En 2000, il est élu journaliste sportif de l'année de l'Illinois par la National Sportscasters and Sportswriters Association. Bayless quitte le Chicago Tribune en juillet 2001.
Le travail de Bayless apparaît également dans diverses publications sportives nationales, notamment Sports Illustrated.

### Radio
En 1991, Bayless commence une période de deux ans en animant une émission de radio sportive de 18h à 20h du lundi au vendredi de 14h à 18h pour la station de radio de Dallas KLIF . En 1994, il devient l'un des premiers investisseurs de la station de radio KTCK (« le ticket ») de Fort Worth et anime l'émission The Skip Bayless Show de 18h à 21h en semaine de 1994 à 1996. En 1996, les propriétaires d'origine vendent la station à Cumulus Media, qui rachète le contrat de Bayless. Au milieu des années 1990, il est également un invité fréquent de la première émission nationale en semaine d'ESPN Radio: The Fabulous Sports Babe . Après avoir déménagé à Chicago, il commence à faire des apparitions régulières dans l'émission de Chet Coppock sur le réseau Sporting News Radio, Coppock On Sports . En 2001, il devient l'animateur invité principal de l'émission de radio syndiquée, The Jim Rome Show. Peu de temps après, Bayless commence à co-animer une émission de week-end sur ESPN Radio avec l'ancien présentateur Larry Beil, qui est diffusée jusqu'en 2004, date à laquelle il se consacre à plein temps à la télévision.

### Télévision

#### ESPN (2004–2016)

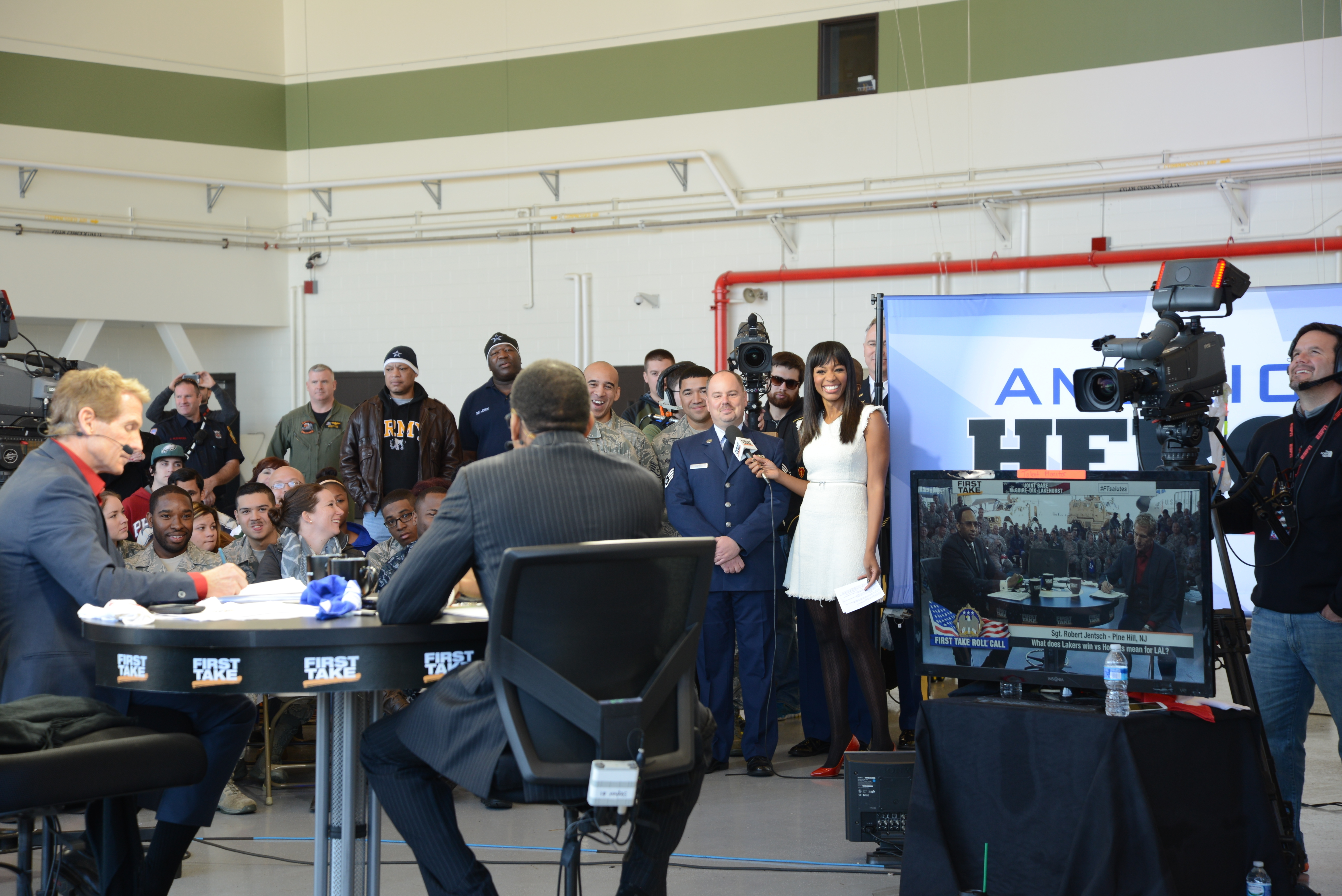
Bayless (à gauche) avec Stephen A. Smith et Cari Champion lors d'une diffusion First Take à la base aérienne de McGuire en 2014

ESPN embauche Bayless à temps plein en 2004 pour faire équipe avec Woody Paige du Denver Post dans des segments de débat quotidiens appelés « 1st and 10 » sur Cold Pizza d'ESPN2, et pour écrire des chroniques pour ESPN.com. En mai 2007, l'émission, qui avait été produite dans les studios new-yorkais du réseau, est rebaptisée First Take et la production est déplacée au siège du réseau à Bristol, dans le Connecticut. À cette époque, Bayless arrête d'écrire pour ESPN.com ; il reprend l'écriture de chroniques pour le site Web en août 2012.
Le 26 avril 2016, il est annoncé que Bayless s'était séparé d'ESPN et qu'il rejoindrait Fox Sports après l'expiration de son contrat en août. Sa dernière apparition sur First Take a eu lieu le 21 juin 2016.

#### Fox Sports 1 (2016-2024)
Bayless a fait ses débuts sur Skip et Shannon: Undisputed avec Shannon Sharpe en septembre 2016 sur Fox Sports 1.
Bayless est connu pour ses critiques LeBron James et Aaron Rodgers et pour avoir son éloge de Tom Brady dans First Take et Skip and Shannon: Undisputed . Il est également un fervent supporteur de Baker Mayfield. Bien qu'il soit un fervent fan des Cowboys, Bayless s'est également montré de plus en plus critique à l'égard du quart-arrière des Cowboys Dak Prescott, de l'entraîneur-chef Mike McCarthy et du propriétaire Jerry Jones.
Bayless est critiqué pour des remarques qu'il a faites le 10 septembre 2020 à propos du quarterback des Cowboys Dak Prescott, affirmant par exemple que les déclarations de Prescott sur sa dépression étaient un signe de « faiblesse ».
En mars 2021, Bayless a signé un contrat de quatre ans de 32 millions de dollars avec Fox Sports.
Le 2 janvier 2023, alors que Damar Hamlin est hospitalisé pour des blessures subies lors du match de la semaine 17 entre les Bills de Buffalo et les Bengals de Cincinnati, Bayless publie alors un tweet largement qualifié d'insensible, déclarant : « Il ne fait aucun doute que la NFL envisage de reporter le reste de ce match - mais comment ? À ce stade de la saison, un match de cette ampleur est crucial pour l'issue de la saison régulière... qui semble soudainement si hors de propos. »  Le tweet est dénoncé par plusieurs personnalités sportives de premier plan telles que l'ancien quarterback Robert Griffin III et l'ancien wide receiver Dez Bryant. Moins d'une heure plus tard, Bayless envoie un tweet d'excuses disant : « Rien n'est plus important que la santé de ce jeune homme. C'était le but de mon dernier tweet. Je suis désolé si cela a été mal compris, mais sa santé est tout ce qui compte. Encore une fois, tout le reste n'a aucune importance. J'ai prié pour lui et je continuerai à le faire. »  Le lendemain, Shannon Sharpe ne s'est pas présentée à Undisputed pour éviter une éventuelle confrontation au sujet du tweet de Bayless. Sharpe quitte Undisputed en 2023 après la conclusion des finales de la NBA, à la suite d'une attaque personnelle lancée par Bayless contre Sharpe en défense de Tom Brady, où Bayless laisse entendre que les critiques de Sharpe sur le jeu de Brady étaient motivées par la jalousie quant à sa longévité dans la NFL.
Bayless relance Undisputed en août 2023 avec Richard Sherman, Keyshawn Johnson et Michael Irvin. Il quitte Undisputed et Fox Sports 1 le 2 août 2024, après 8 ans sur le réseau.

### Films
Aux côtés de ses collègues d'ESPN Woody Paige et Jay Crawford, Bayless a eu un rôle dans le film Rocky Balboa de 2006. Les trois sont vus dans leur segment « First and 10 » discutant d'un éventuel combat entre un Balboa à la retraite et l'actuel champion des poids lourds Mason Dixon. Bayless estime que Balboa « était complètement surfait » et se moque de son âge.
Il est apparu dans le film d'ESPN 30 for 30 de 2010, Pony Excess, sur le scandale du football de la Southern Methodist University impliquant de graves violations des règles et réglementations de la NCAA. Bayless couvre les Mustangs lorsqu'il écrit pour le Dallas Morning News et le Dallas Times Herald . Il est également apparu dans le documentaire ESPNU de 2011, Herschel. sur le running back Herschel Walker.

### Autres distinctions et récompenses
En 2008, Bayless est sélectionné pour le Mur de la renommée d'Oklahoma City, récompensant les anciens élèves exceptionnels des écoles publiques d'Oklahoma City. En 2009, il est intronisé comme l'un des cinq membres de la classe inaugurale du Vanderbilt Student Media Hall of Fame. En 2012, il a reçu deux distinctions : il a été nommé pour un Sports Emmy Award dans la catégorie Personnalité sportive exceptionnelle, Analyste de studio, et est  co-récipiendaire avec Steve Porter d'un Webby People's Voice Award dans la catégorie Remixes/Mashups vidéo pour "All He Does Is Win", le mashup de Porter de clips de Bayless défendant passionnément le quarterback Tim Tebow.

## Livres publiés en tant qu'auteur
- God's Coach: The Hymns, Hype and Hypocrisy of Tom Landry's Cowboys, Simon & Schuster, 1990.  (ISBN 0-671-70581-4).
- The Boys: The Untold Story of the Dallas Cowboys' Season on the Edge, Simon & Schuster, 1993. (ISBN 0-671-79359-4)Livres 0-671-79359-4.
- Hell-Bent: The Crazy Truth About the "Win or Else" Dallas Cowboys, HarperCollins Publishers, 1996. (ISBN 0-06-018648-8)Livres 0-06-018648-8.